# In de Gecroonde Spaerpot
In de Gecroonde Spaerpot is een monumentaal grachtenpand aan de Lage Gouwe 208/210 in de Nederlandse stad Gouda.

## Beschrijving
Het grachtenpand In de Gecroonde Spaerpot werd in de 17e eeuw gebouwd. In de gevelsteen met de afbeelding van een spaarpot, staat het jaartal 1657. In 1910 werd het pand gerestaureerd. In de 19e eeuw was het pand in het bezit van de familie Sparnaay. Adrianus Sparnaay was in 1832 de rijkste inwoner van Gouda. Bij zijn overlijden in 1858 bezat hij 113 woningen in Gouda. Zijn zoon Frans Simon breidde de zaken verder uit. Hij bezat een pijpenfabriek, een kleingarenfabriek, een pottenbakkerij en een rederij. Daarnaast handelde hij onder meer in steenkool. Achter het pand bevond zich een touwbaan.
In het museumgoudA bevindt zich een schoorsteenstuk Saulus op weg naar Damascus, dat afkomstig is van het huis van Sparnaay aan de Lage Gouwe.
Het pand met een trapgevel is erkend als rijksmonument.

## Zie ook

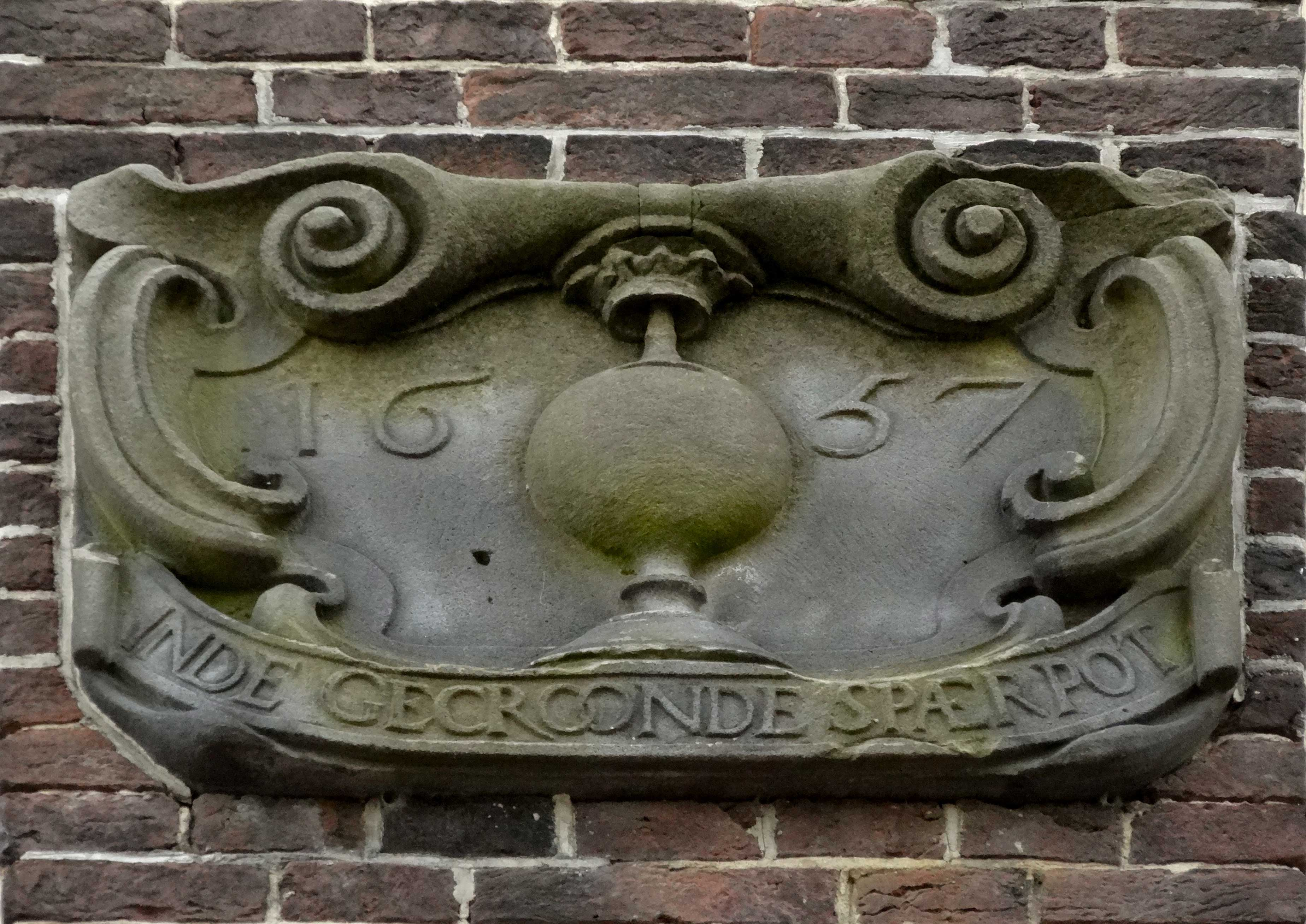
Gevelsteen In de gecroonde spaerpot